# تپه کودکان
تپه کودکان مربوط به هزاره اول قبل از میلاد است و در شهرستان کامیاران، بخش مرکزی، روستای سر چم واقع شده و این اثر در تاریخ ۱۰ دی ۱۳۸۱ با شمارهٔ ثبت ۶۹۰۳ به‌عنوان یکی از آثار ملی ایران به ثبت رسیده است.